# Dryopteris brathaica
Dryopteris brathaica är en träjonväxtart som beskrevs av Fraser-jenk. och Reichest. Dryopteris brathaica ingår i släktet Dryopteris och familjen Dryopteridaceae. Inga underarter finns listade.